# Dormentes
Dormentes est une municipalité brésilienne située dans l'État du Pernambouc.